# جيم فارني
جيم فارني (بالإنجليزية: Jim Varney) مواليد 15 يونيو 1949 في كنتاكي، الولايات المتحدة - الوفاة 10 فبراير 2000 في البيت الأبيض، تينيسي، الولايات المتحدة، هو ممثل أمريكي بدأ مسيرته الفنية عام 1976.

## وصلات خارجية
- جيم فارني على موقع IMDb (الإنجليزية)
- جيم فارني على موقع روتن توميتوز (الإنجليزية)
- جيم فارني على موقع قاعدة بيانات الأفلام العربية
- جيم فارني على موقع ألو سيني (الفرنسية)
- جيم فارني على موقع ميوزك برينز (الإنجليزية)
- جيم فارني على موقع تيرنر كلاسيك موفيز (الإنجليزية)
- جيم فارني على موقع أول موفي (الإنجليزية)
- جيم فارني على موقع قاعدة بيانات الأفلام السويدية (السويدية)
- جيم فارني على موقع إن إن دي بي (الإنجليزية)
- جيم فارني على موقع ديسكوغز (الإنجليزية)